# 合肥西站
合肥西站又称新合肥西站、合肥新西站，位于中国安徽省合肥市蜀山区潜山路和十里店路之间，东北邻清溪路，有合宿高速铁路、合安九客运专线和蚌福联络线接入，主要承担合肥铁路枢纽东北、西南方向动车始发终到，以办理新沂、九江方向动车始发终到为主，同时办理蚌埠、阜阳、新沂方向至武汉、九江、福州方向动车通过。总规模14台18线，其中京福场2台4线、合安场12台14线，同时预留合青场5台5线。预计合肥西站建成后，将成为长三角地区重要交通枢纽。

## 历史
- 2019年12月28日，合肥西站举行开工仪式[4]。
- 2024年2月18日，合肥西站西站房正式封顶[5]。
- 2024年5月10日，合肥西站京港场设备正式启用[6]。